# Rentador de llana del Roquer
El Rentador de llana del Roquer, al terme municipal de Castellterçol, és l'únic rentador de llana que es conserva a Catalunya i per això forma part dels 150 elements imprescindibles del patrimoni industrial català. Està situat a un extrem del Polígon industrial del Vapor, a tocar de la riera de Fonts Calents (Castellterçol), a la comarca del Moianès.
Aquest antic edifici s'usà dels segles XVI al XIX i fou imprescindible per la indústria tèxtil de Castellterçol iniciada pel Gremi de Paraires de Sant Joan.

## Descripció
És una construcció de pedra que aprofita la bauma que li fa de paret amb una coberta de volta de mig punt adovellada, de més de 10 metres de radi.
De l’antic rentador de llana es conserva la llarga taula sobre pilars d’obra de més de 6 metres de llarg, el pedrís de més de 10 metres, els tres canals de rec on es deixaven els coves amb la llana bruta sortida de l’esquilada, les piques excavades directament a la roca, els focs per a l’aigua calenta i l’assecador en el pis superior.

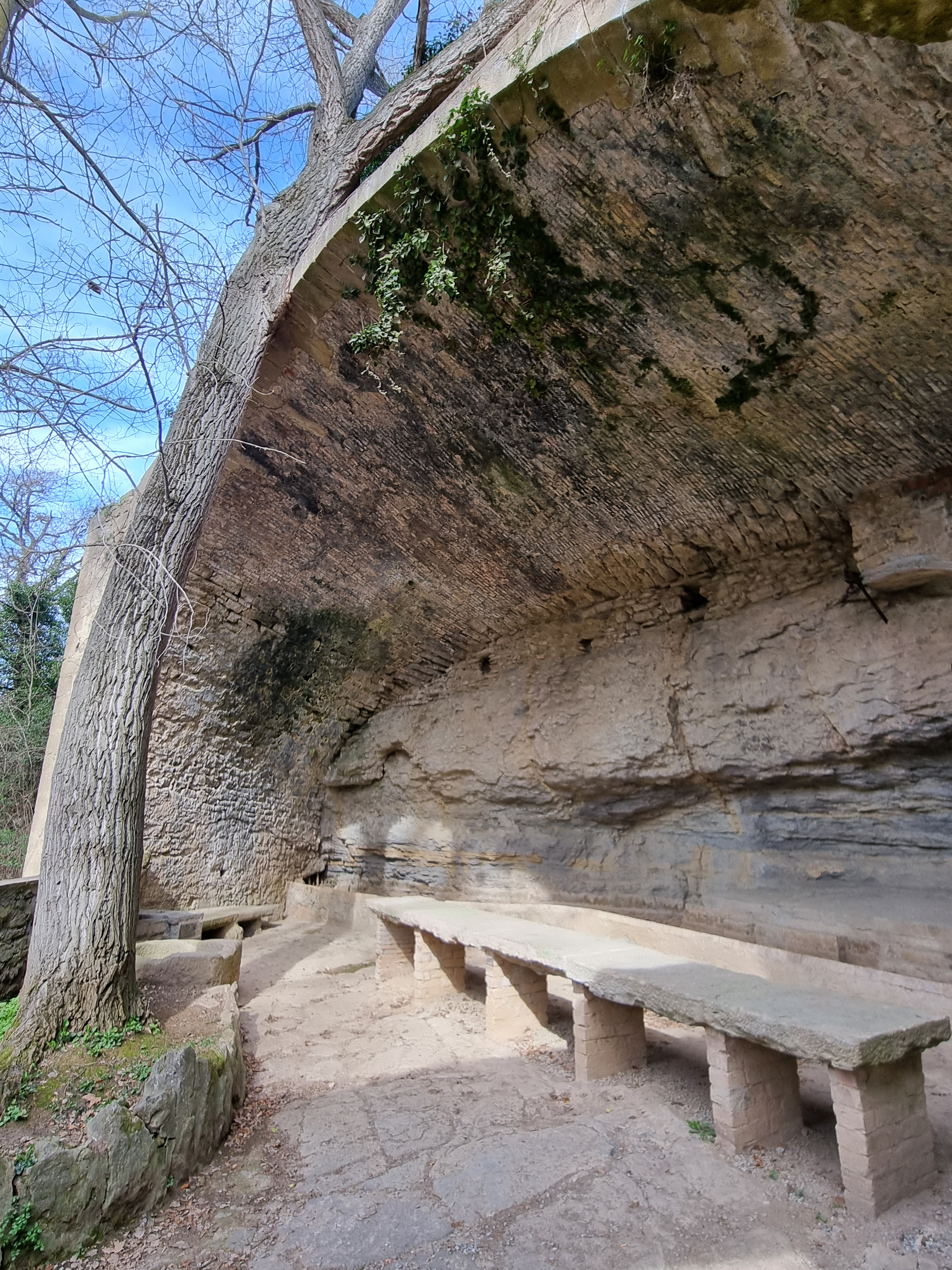
Coberta de volta.

Un cop s'abandonà pel seu ús original es convertí en el safareig públic.